# (1022) Olympiada
(1022) Olympiada – planetoida z pasa głównego asteroid okrążająca Słońce w ciągu 4 lat i 258 dni w średniej odległości 2,81 au. Została odkryta 23 czerwca 1924 roku w Obserwatorium Simejiz na górze Koszka na Półwyspie Krymskim przez Władimira Albickiego. Nazwa planetoidy pochodzi od Igrzysk olimpijskich organizowanych w Starożytnej Grecji. Przed jej nadaniem planetoida nosiła oznaczenie tymczasowe (1022) 1924 RT.